# John Bickerton
Pour les articles homonymes, voir Bickerton.
John Bickerton, né le 23 décembre 1969 à Droitwich, est un golfeur anglais
Passé professionnel en 1991, il n'obtient sa première victoire sur le circuit européen qu'en 2005 lors de l'Open des Canaries. Puis, en 2006, il remporte l'Open de France devant Pádraig Harrington et Michael Campbell.

## Palmarès

### Circuit européen
- 2005 Open des Canaries
- 2006 Open de France
- 2008 Dunhill Championship